# Análise de pontos de função
Análise de Pontos de Função (APF) é uma técnica para a medição de projetos de desenvolvimento de software, visando a estabelecer uma medida de tamanho, em Pontos de Função (PF), considerando a funcionalidade implementada, sob o ponto de vista do usuário. A medida é independente da linguagem de programação ou da tecnologia que será usada para implementação.
Sob esse contexto, os objetivos da APF são:
- medir a funcionalidade solicitada pelo usuário, antes do projeto de software, de forma a estimar seu tamanho e seu custo;
- medir projetos de desenvolvimento e manutenção de software, independentemente da tecnologia utilizada na implementação, de forma a acompanhar sua evolução;
- medir a funcionalidade recebida pelo usuário, após o projeto de software, de forma a verificar seu tamanho e custo, comparando-os com o que foi originalmente estimado;

As organizações podem aplicar a Análise de Pontos por Função como:
- uma ferramenta para determinar o tamanho de pacotes de software adquiridos, através da contagem de todos os Pontos por Função incluídos no pacote;
- uma ferramenta para apoiar a análise da qualidade e da produtividade;
- um mecanismo para estimar custos e recursos envolvidos em projetos de desenvolvimento e manutenção de software;
- um fator de normalização para comparação de software.

## Ligações
A Análise de Pontos de Função (APF) é uma medida de tamanho de claro significado ao nível de negócio. A APF foi elaborada por Allan Albrecht da IBM e trazida a público em 1979 através da publicação do trabalho Measuring Application Development Productivity (Medindo a Produtividade no Desenvolvimento de Aplicativos). A APF quantifica as funções contidas no software em termos significativos para os respectivos usuários. A medida relaciona-se diretamente aos requisitos do negócio que o software pretende tratar. Dessa forma, a APF é imediatamente aplicável a um amplo espectro de ambientes e ao longo da vida de um projeto de desenvolvimento, desde a definição inicial dos requisitos até a fase de plena utilização operacional. Também podem ser derivadas outras medidas úteis ao negócio, tais como a produtividade do processo de desenvolvimento e o custo unitário de suporte ao software.
A própria medida em pontos de função é derivada segundo um certo número de etapas. De acordo com um conjunto de critérios padronizados, é atribuído um índice numérico a cada uma das funções do negócio, conforme os respectivos tipo e complexidade. Tais índices são totalizados, de modo a fornecer uma medida inicial de tamanho, a qual é então normalizada, através da incorporação de um conjunto de fatores relacionados ao software como um todo. O resultado final é um único número, cuja unidade de medida é Pontos de Função, que mede o tamanho funcional do produto de software.
Em resumo, a técnica de pontos de função fornece uma medida objetiva e comparável que auxilia a avaliação, planejamento, gerência e controle da produção de software.

## Críticas
Alguns autores discordam que a analise por pontos de função seja uma medida objetiva. Sua crítica baseia-se no fato que a contagem não é realmente uma medida, mas sim uma avaliação e portanto subjetiva.
Há também sugestões de especialistas para adotar critérios extraídos da literatura científica que permita não realizar uma análise subjetiva da técnica de APF.